# Aganocrossus meticulosus
Aganocrossus meticulosus är en skalbaggsart som beskrevs av Renaud Maurice Adrien Paulian 1942. Aganocrossus meticulosus ingår i släktet Aganocrossus och familjen Aphodiidae. Inga underarter finns listade i Catalogue of Life.